# Hätten Sie heut’ Zeit für mich?
Hätten Sie heut’ Zeit für mich? war von 1972 bis 1978 im ZDF eine Personality-Show mit Michael Schanze. Aufgrund der Sendezeit im Hauptabendprogramm bedeutete sie seinen endgültigen Durchbruch als Entertainer. Die Show wurde in den Studios der FSM in München-Unterföhring vor Publikum aufgezeichnet und ein- bis zweimal jährlich ausgestrahlt. Die Drehbücher stammten von Mischa Mleinek, Regie führte Dieter Pröttel.

## Showkonzept
Im Stil der großen Personality-Shows präsentierte Michael Schanze seine Gäste in verschiedenen Spielszenen, Duetten und musikalischen Solo-Auftritten. Als dauerhafte Sketch-Partner wurden ihm Christiane Rücker und Ernst H. Hilbich zur Seite gestellt, die in den ersten Folgen eine frei erfundene „Tele-Show-Schule“ betrieben.
Während des gesamten Produktionszeitraums wurde das Konzept dahingehend verfeinert, dass in den späteren Ausgaben alle Spielszenen und Musiktexte einer Ausgabe unter ein einziges Thema gestellt wurden. Der damalige Einfluss und Erfolg der Comedy-Serie „Klimbim“ führte immer mehr zu einem Rückgang der musikalischen Elemente.

## Trivia
- Die Show wurde ursprünglich vom ZDF für Roy Black konzipiert. Dieser sagte allerdings kurzfristig ab, obwohl alle Produktionstermine und Gäste bereits feststanden. Die Presse mutmaßte damals, er traue sich eine eigene Show nicht zu. Bei seinem Auftritt 1988 in Joachim Fuchsbergers Talk-Show Heut’ abend erzählte Black, dass es zu keiner TV-Show kam, weil ihm seitens seines Managements und des Plattenproduzenten kurz vor Drehbeginn abgeraten wurde. Gründe dafür bildeten anstehende Tourneen, Musik- und Filmaufnahmen. 1976 nahm er schließlich als Gaststar doch noch an der Sendung teil.

- Gleich bei der ersten Ausgabe am 1. Juni 1972 kam es aufgrund politischer Ereignisse (Festnahme der Baader-Meinhof-Gruppe) erst im Spätprogramm zu einer Ausstrahlung der Show. Darauf beschwerten sich zahlreiche Zuschauer beim ZDF und es folgte – bis dahin für eine Unterhaltungssendung unüblich – ein Wiederholungstermin am 5. August des gleichen Jahres. Ähnliches geschah bei der 6. Folge vom 24. April 1975, die ebenfalls aufgrund aktueller Umstände (Überfall auf die deutsche Botschaft in Stockholm) auf den 26. Juni verschoben wurde.

- Die 13. Folge wurde unfreiwillig zu einem Best-of umfunktioniert, da Michael Schanze aufgrund einer Sportverletzung keine Spiel- bzw. Tanzszenen absolvieren konnte. Er moderierte diese – gleichzeitig letzte Ausgabe – überwiegend sitzend im Zwiegespräch mit einer Handpuppe. Der zeitliche Aufwand und beginnende Erfolg von „1, 2 oder 3“ führte schließlich zum Ende der Showreihe.

- In Anlehnung an den Showtitel präsentierte Michael Schanze von 1979 bis 1984 jeweils Anfang des Jahres eine Ausgabe der Talentshow „Hätten Sie heut’ Zeit für uns?“. Außer der Titelmelodie gab es inhaltlich keinerlei Gemeinsamkeiten.

## Ausstrahlungen im ZDF
Die Erstausstrahlung fand zu folgenden Terminen im ZDF statt:
| Datum      | Folge | Thema         | Stargäste |
| ---------- | ----- | ------------- | --- |
| 01.06.1972 | 01    |               | Mary Roos, Uschi Glas, Vivi Bach, Lill Lindfors, Irene Mann, Peter Weck, Peter Kraus, Reinhard Mey, Hot Dogs                                               |
| 21.04.1973 | 02    |               | Wencke Myhre, Margot Mahler, Marianne Mendt, Alice und Ellen Kessler, Maxl Graf, Walter Giller, Peter Horton, Costa Cordalis                               |
| 22.11.1973 | 03    |               | Mireille Mathieu, Heidi Brühl, Lisa Fitz, Roberto Blanco, Michel Fugain et le Big Bazar, Rene Nuss, Daniel Friedrich, Ulrich Roski                         |
| 25.04.1974 | 04    | Frühling      | Gitte Hænning, Young Generation, Karel Gott, Bernd Clüver, Jürgen Marcus                                                                                   |
| 26.09.1974 | 05    | Herbst        | Katja Ebstein, Elfi Graf, Horst Janson, Ilja Richter, Dieter Thomas Heck, Rainer Holbe, Lord Knud, Young Generation                                        |
| 26.06.1975 | 06    | International | Caterina Valente, Grethe Kausland, Dizzie Tunes, Salvatore Adamo                                                                                           |
| 23.10.1975 | 07    | Eisenbahn     | Lena Valaitis, Peggy March, Maggie Mae, Liselotte Pulver, Cindy & Bert, Young Generation                                                                   |
| 08.04.1976 | 08    | Frühling      | Johanna von Koczian, Marlène Charell, Gigliola Cinquetti, Lina Carstens, Roy Black, Howard Carpendale                                                      |
| 28.10.1976 | 09    | Theater       | Cornelia Froboess, Wencke Myhre, Christine Schuberth, Frithjof Vierock, Ludwig Schmid-Wildy                                                                |
| 28.04.1977 | 10    | Rummelplatz   | Edith Hancke, Barbara Schöne, Maggie Mae, Brigitte Horney, Fredl Fesl, Mircea Krishan, Sacha Distel, Karl Dall, Eva Steen, Münchner Chorbuben, Vogel-Jakob |
| 27.10.1977 | 11    | Zeit          | Marianne Mendt, Sylvia Vrethammar, Mary Roos, Frank Strecker, Paul Hörbiger                                                                                |
| 04.05.1978 | 12    | Geld          | Gitte Hænning, Cornelia Froboess, Heidi Brühl, Frank Strecker                                                                                              |
| 23.11.1978 | 13    | Best of       | Viele hatten Zeit für mich |